# Hrabstwo Wells (Indiana)
Hrabstwo Wells (ang. Wells County) – hrabstwo w stanie Indiana w Stanach Zjednoczonych. Obszar całkowity hrabstwa obejmuje powierzchnię 370,25 mil2 (958,94 km²). Według danych z 2010 r. hrabstwo miało 27 636 mieszkańców. Hrabstwo powstało w 1837 roku i nosi imię Williama Wellsa, oficera armii amerykańskiej warczącego w wojnie z Indianami Północnego Zachodu, a także w wojnie roku 1812.

## Sąsiednie hrabstwa
- Hrabstwo Allen (północ)
- Hrabstwo Adams (wschód)
- Hrabstwo Jay (południowy wschód)
- Hrabstwo Blackford (południe)
- Hrabstwo Grant (zachód)
- Hrabstwo Huntington (północny zachód)

## Miasta
- Markle (wieś)
- Bluffton
- Ossian
- Poneto
- Uniondale
- Vera Cruz
- Zanesville